# Roodt-sur-Eisch
Roodt-sur-Eisch (Luxemburgs: Rued, Duits: Roodt-Eisch) is een plaats in de gemeente Habscht en het kanton Capellen in het Groothertogdom Luxemburg.

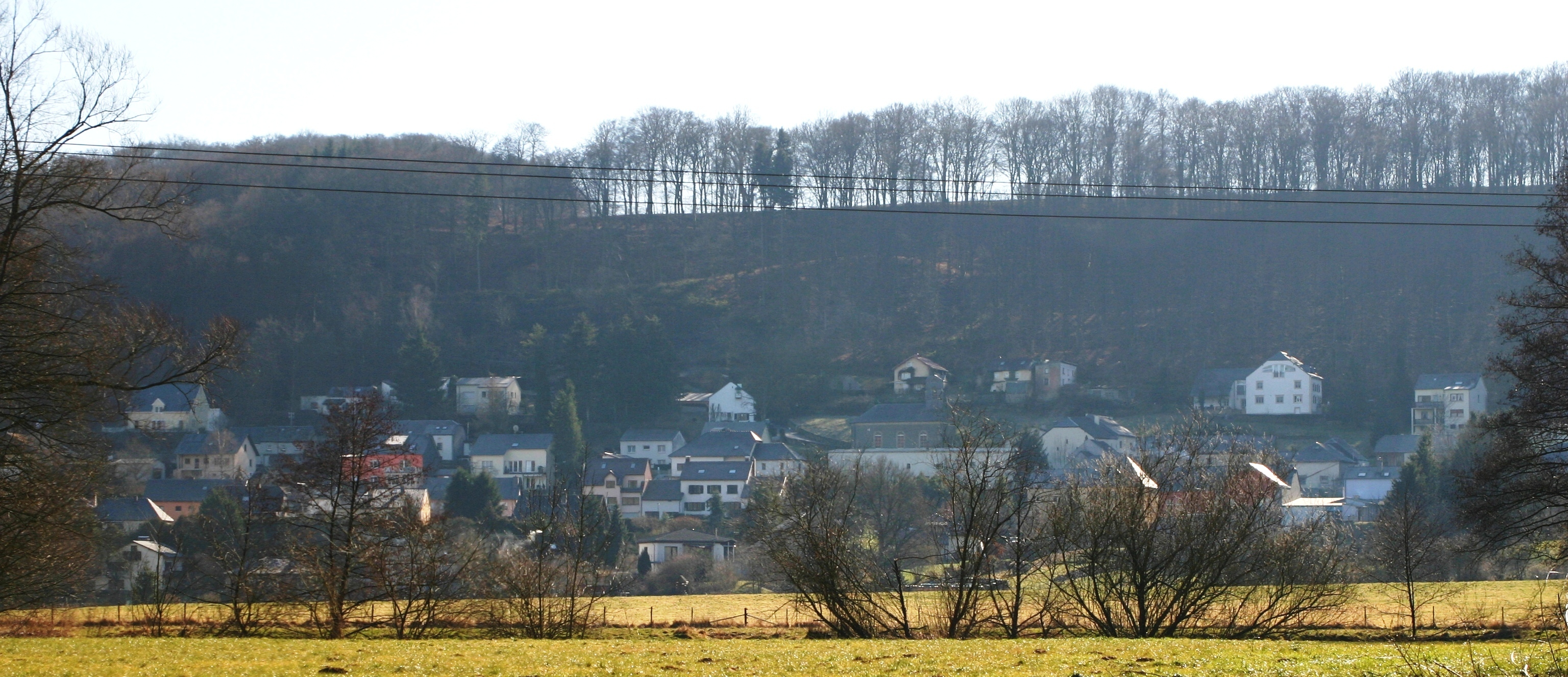
Roodt

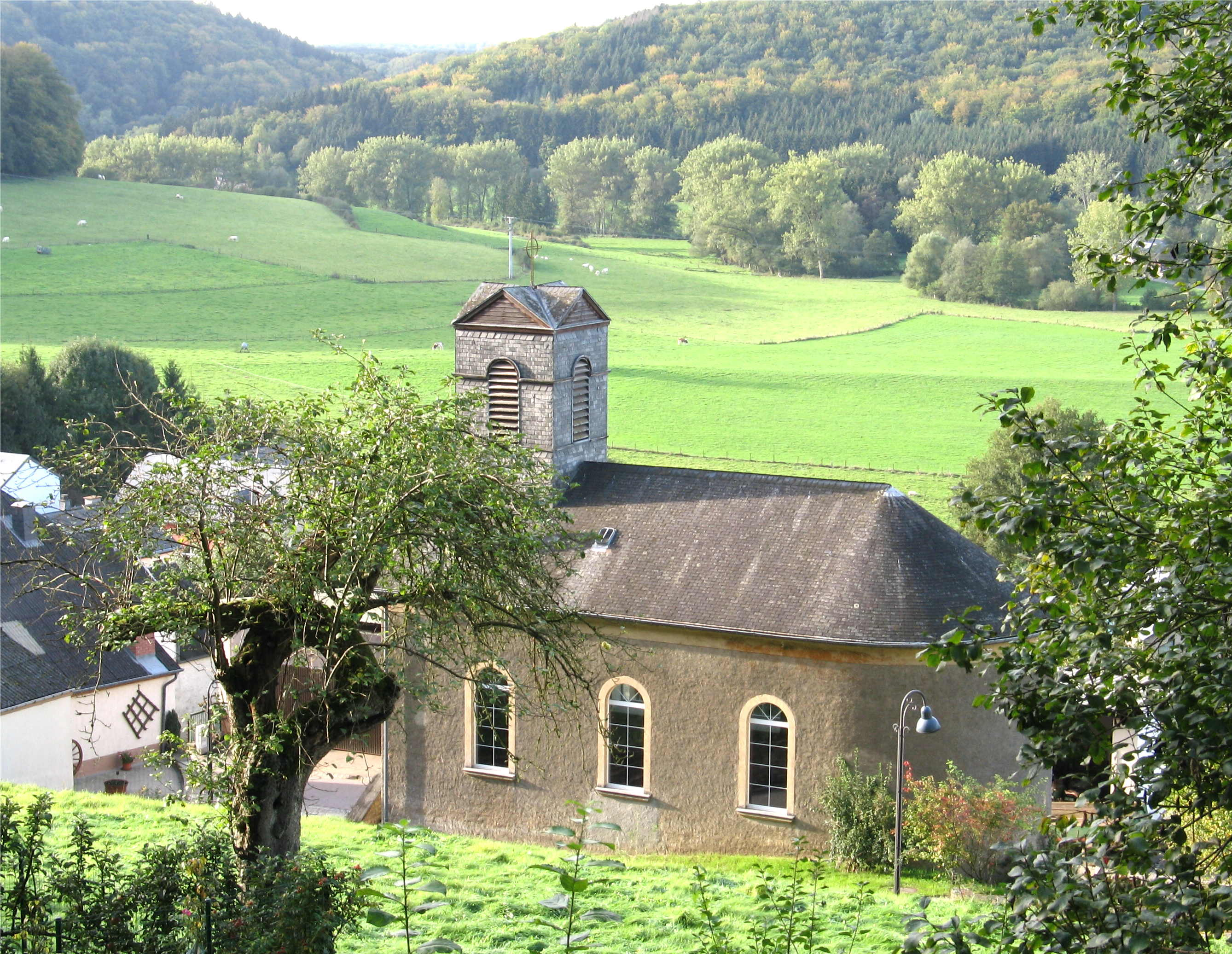
Kerk in Roodt

Roodt telt 250 inwoners (2018).

## Geschiedenis
Tot 1843 was Roodt-sur-Eisch een zelfstandige gemeente. De plaats maakte deel uit van de gemeente Septfontaines tot deze op haar beurt werd opgeheven op 1 januari 2018.

## Geboren
- Heinrich Crantz, hoogleraar fysiologie, plantkunde en geneesmiddelenkennis in Wenen (18e eeuw)

Eischen · Greisch · Hobscheid · Roodt-sur-Eisch · Septfontaines

Luxemburgse gemeenten · Kanton Capellen · Luxemburg